# Dismorphia cubana
Dismorphia cubana är en fjärilsart som först beskrevs av Herrich-Schäffer 1862.  Dismorphia cubana ingår i släktet Dismorphia och familjen vitfjärilar. Inga underarter finns listade i Catalogue of Life.